# Jacob Matijevic
Jacob (Richard) Matijevic, znan i kao "Jake" Matijevic, (Chicago, Illinois, 3. studenoga 1947. – 20. kolovoza 2012.) bio je američki inženjer hrvatskog podrijetla. Bio je NASA-in inženjer. Radio je na roverima koji su istraživali Mars. Matijevic je bio dijelom razvijanja rovera "Sojournera", "Spirita", "Opportunityja" i "Curiosityja". Za njegove zasluge na tim projektima, NASA je imenovala nekoliko toponima i objekata na Marsu po njemu: "brdo Matijevic" (eng. Matijevic Hill) i stijenu "Jake Matijevic").
Rodio se u Chicagu u američkoj saveznoj državi Illinoisu. Maturirao je u srednjoj školi Mount Carmel. Godine 1969. diplomirao je matematiku na Illinoiskom tehnološkom institutu te je 1973. doktorirao matematiku na Chicaškom sveučilištu.
Godine 1981. Matijevic je počeo raditi u Laboratoriju mlaznog pogona (Jet Propulsion Laboratory, JPL) u Pasadeni u Kaliforniji kao inženjer kontrolnih sustava. Godine 1986. radio je na području telerobotike te je poslije od 1992. radio na roveru za Mars "Sojourner u". Ovaj je rover na Mars 1996. godine dopremila letjelica Pathfinder.
Poslije je pomagao razviti program rovera "Spirita" i "Opportunityja" koji su 2004. godine istraživali Mars. Također je pomagao pri razvijanju programa za rover "Curiosity" koji je sletio na Mars kolovoza 2012., tek dva tjedna prije nego što je umro.
Nakon što je umro, NASA je po njemu imenovala brdo na Marsu, brdo Matijevic, na koje je naišao rover "Opportunity", te stijenu "Jake Matijevic", na koju je naišao rover "Curiosity", a u čast Matijevicevih višegodišnjih brojnih doprinosa na projektima za rovere.

## Vanjske poveznice
- Mars Curiosity Rover - Službene stranice
- Jacob Richard Matijevic Hrvatska tehnička enciklopedija, portal hrvatske tehničke baštine. LZMK